# Malimbe crestat
El malimbe crestat (Malimbus malimbicus) és un ocell de la família dels ploceids (Ploceidae).

## Hàbitat i distribució
Habita els boscos de Sierra Leone, sud de Mali, sud-est de Guinea, Libèria, Costa d'Ivori, Ghana, Togo, Nigèria, Camerun, Guinea Equatorial, el Gabon, República del Congo, sud-oest de la República Centreafricana, nord i nord-est de la República Democràtica del Congo i oest d'Uganda cap al sud fins al nord-oest d'Angola i sud i est de la República Democràtica del Congo.